# Héros de la Ligue des justiciers
Héros de la Ligue des justiciers (Justice League Heroes) est un jeu vidéo de type action-RPG développé par Snowblind Studios et édité par Warner Bros. Interactive Entertainment, sorti en 2006 sur PlayStation 2, Xbox, Nintendo DS et PlayStation Portable.
Il a connu un jeu dérivé sur Game Boy Advance : Héros de la Ligue des justiciers : Flash.

## Trame

### Synopsis
Une météorite tombe sur Terre avant d'être transportée à Star Labs.
À Gotham, Batman stoppe un voyou quand J'onn le contacte pour qu'il se rende à Metropolis. Sur place, il affronte les robots de Brainiac quand Superman le rejoint. Les deux héros nettoient les rues de Métropolis avant que la Ligue ne mentionne une attaque à Star Labs. Brainiac parvient à fuir avec la météorite et de l'adn Kryptonnien.
J'onn J'ozz et Zatanna se rendent a Métropolis stopper une attaque organisée par Queen Be. Les autres membres de la ligue perdent le signal de Batman. 
Green Lantern et Flash se rendent en Russie pour stopper un détournement de missile où ils affrontent The Key et ses créatures dimensionnelles. Parallèlement, Batman identifie la source du signal et se rend au point où Killer Frost le maîtrise.
La ligue envoie Wonder Woman et Zatanna au signal de Batman qui les prévient de la menace Killer Frost. Le duo stoppe Killer Frost et son armée et détruit les missiles au sol. À la tour, J'onn tente d'identifier la faille de la tour. En suivant les analyses, les missiles se rendent sur Mars pour libérer les Martiens Blancs. À Gorilla City, Brainiac libère Grood.
Superman et J'onn arrivent trop tard et assistent au départ d'un groupe de vaisseaux vers la Terre. Superman parvient à les immobiliser. Le duo réduit la menace et détruit le réacteur. Brainiac arrive et vole un appareil martien.
À la tour, la Ligue écoute le rapport de Superman et J'onn quand un signal de Gorilla City apparaît. Batman, Flash, Zatanna et Green Lantern se rendent sur place pendant que Wonder Woman repousse la flotte Martienne avec Superman.
La Ligue se sépare en deux équipes : une affrontera Grood pendant que l'autre détruira sa machine à tremblement de terre. À la tour, J'onn est neutralisé par Doomsday. Dans l'espace, Superman et Wonder Woman détruisent la flotte.
La Ligue se réunit dans un complexe secret et se sépare en trois équipes : la première désactivera les défenses, la seconde sauvera J'onn et la dernière affrontera Doomsday dans la salle de contrôle. Brainiac parvient à fuir en volant une boîte mère.
La Ligue localise le complexe de Brainiac et parvient à le vaincre. Alors que Brainiac semble revenir à la vie, il est désintégré et remplacé par Darkseid qui dispose de nouveaux pouvoirs. Il bannit Batman, Wonder Woman, Flash, Green Lantern, Zatanna et J'onn de la Terre et transforme cette dernière en une nouvelle apokolips. Superman est fait prisonnier.
La Ligue est transportée dans une autre dimension. Batman et Zatanna comprennent le fonctionnement des téléporteurs et récupèrent les autres membres avant de revenir à la tour.
La Ligue libère Superman qui décide de travailler seul. Il attaque le complexe de Darkseid  pendant que la Ligue écarte les menaces. La Ligue neutralise Darkseid et l'enferme dans la boîte mère.
À la tour, la Ligue met au coffre la boîte mère et se tient prête pour son prochain défi.

### Personnages
Héros principaux 
- Superman
- Batman
- Wonder Woman
- Flash
- Green Lantern
- Martian Manhunter
- Zatanna

Héros secondaires
- Green Arrow
- Aquaman
- Hawkgirl
- Green Lantern (Hal Jordan)
- Huntress

## Accueil
- Jeuxvideo.com : 11/20 (PS2)[1] - 11/20 (PSP)[2] - 5/20 (DS)[3]